# 음속장벽
음속장벽(sound barrier)은 항공기에 있어서, 음속 부근의 속도로는 비행이 곤란한 상황을 나타낸다. 공식 기록으로 소리의 벽을 돌파한 최초의 사람은 척 예거다.

## 같이 보기
- 소닉붐